# Johan Olin
Johan Fredrik "John" Olin (Vihti, Uusimaa, 30 de juny de 1883 - Inkoo, Uusimaa, 3 de desembre de 1928) va ser un lluitador finlandès que va competir a començaments del segle xx.
El 1912 va prendre part en els Jocs Olímpics d'Estocolm, on guanyà la medalla de plata de la categoria del pes pesant de lluita grecoromana, després de perdre la final contra el seu compatriota Yrjö Saarela.
Amb l'inici de la Primera Guerra Mundial va emigrar als Estats Units, on passà a lluitar com a professional com a John Olin. El 12 desembre 1916 Olin va derrotar en un polèmic combat a Joe Stecher, campió mundial del moment de pes pesat. Després de gairebé tres hores de combat Olin i Stecher acabaren fora del ring. Olin volia continuar, però Stecher es va negar a tornar-hi i Olin fou considerat campió del món per l'àrbitre. La premsa i el públic es van negar a acceptar Olin com a campió del món, però en un posterior combat que Olin va perdre contra Ed "Strangler" Lewis el 2 de maig de 1917, si que es considera a Lewis campió del món. Olin va continuar lluitant professionalment als Estats Units fins a 1922, quan va tornar a Finlàndia.